# Cladiella globuliferoides
Cladiella globuliferoides är en korallart som först beskrevs av Thomson och Dean 1931.  Cladiella globuliferoides ingår i släktet Cladiella och familjen läderkoraller. Inga underarter finns listade i Catalogue of Life.